# Босанчиця

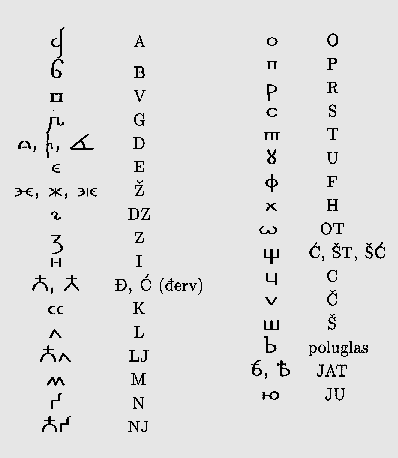
Босанчиця

Боса́нчиця або бу́квиця (а також босні́йська кири́лиця, хорва́тська кири́лиця) — кириличне письмо, яке було поширеним до XVIII століття на території сучасної Боснії та Герцеговини, а також Далмації (сучасна Хорватія).

## Галерея

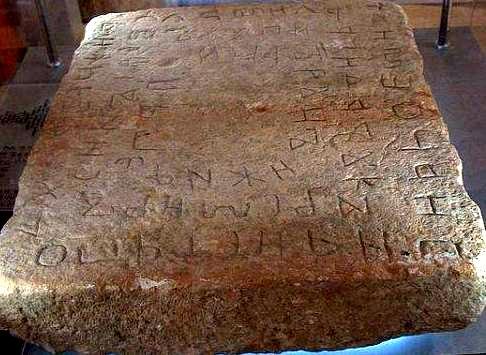
Хумацька табличка (10–11 ст.)
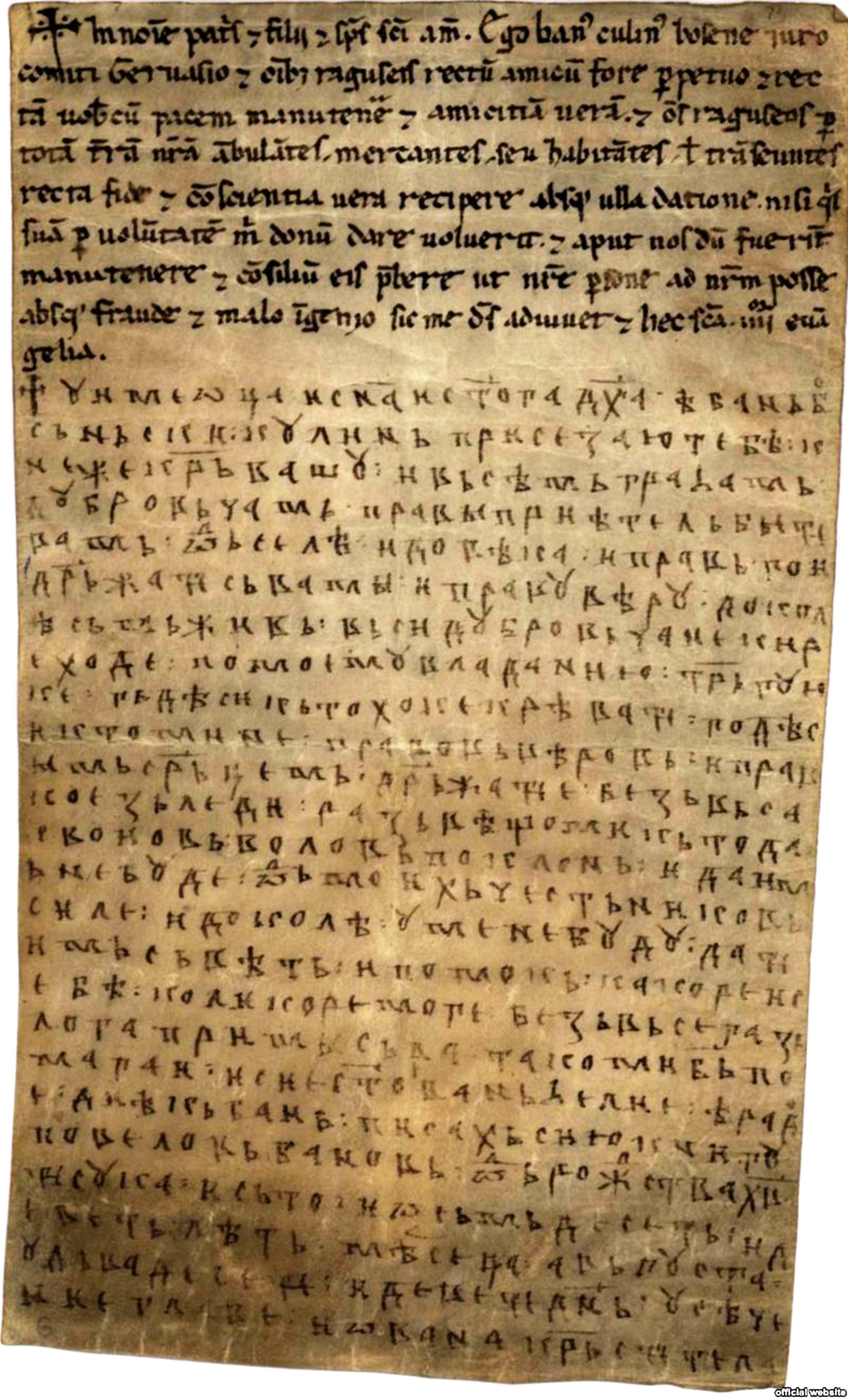
Грамота бана Куліна (12 ст.)
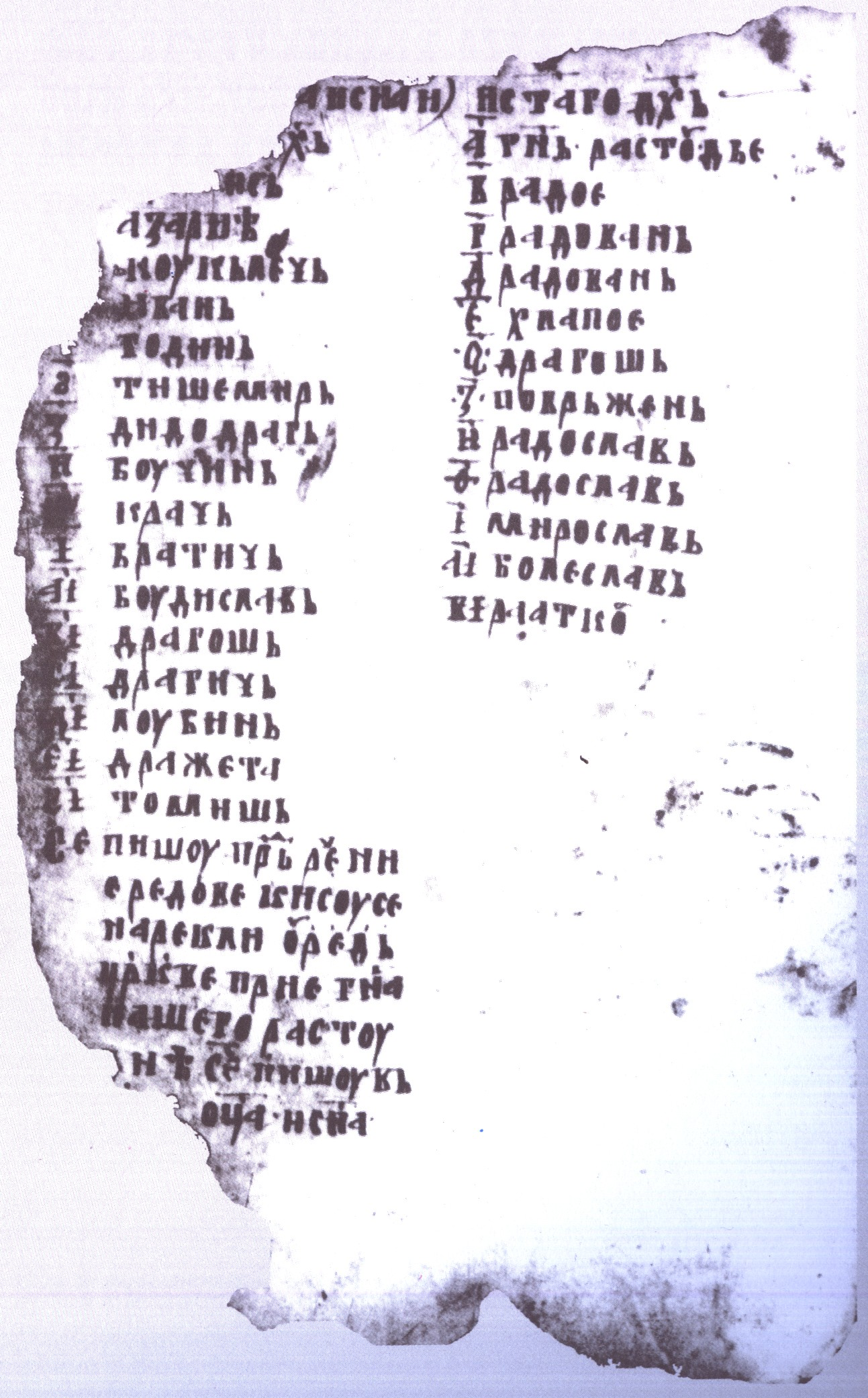
Євангеліє (1393)
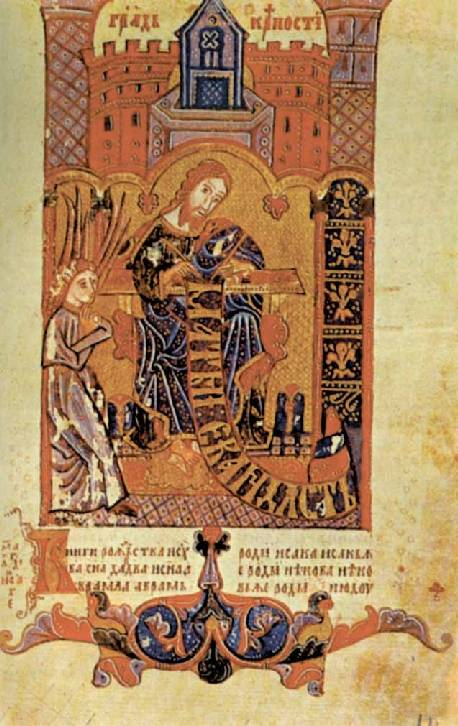
Хвалів ізборник (1404)
Поліцький статут (1400)
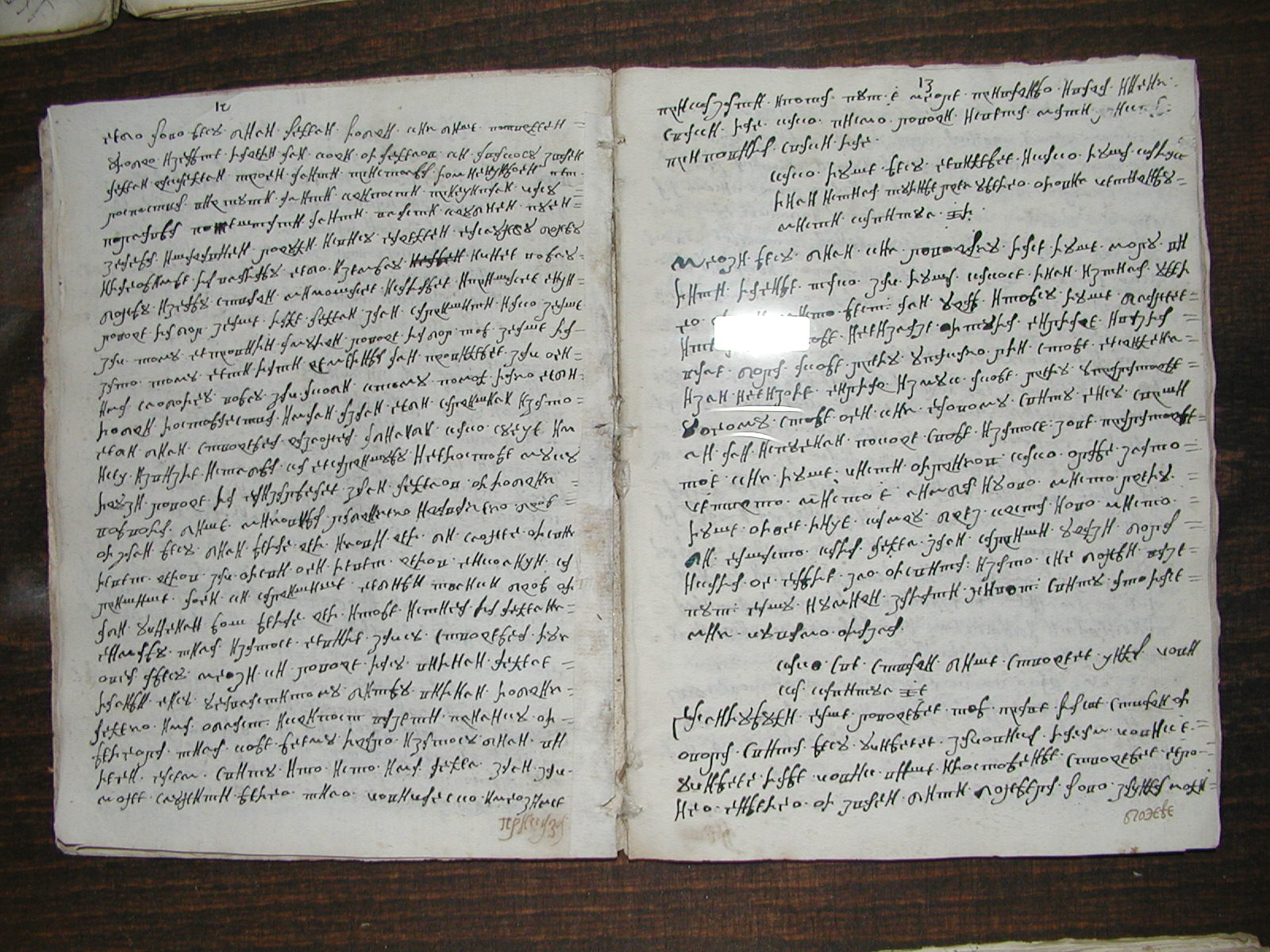
Документ з Брача